# Dark romance
Dark Romance este un subgen literar captivant care combină temele romantismului cu elemente întunecate, adesea explorând dinamici emoționale complexe, traume psihologice și conflicte morale. Deși acest subgen a crescut în popularitate în ultimii ani, nu beneficiază încă de o recunoaștere extinsă pe platforme precum Wikipedia, în ciuda impactului său semnificativ asupra literaturii contemporane.

## Ce Este Dark Romance?
Dark Romance se distinge prin temele sale neconvenționale și adesea controversate. Spre deosebire de romanele romantice clasice care prezintă relații ideale, acest gen explorează fațetele mai puțin ideale ale iubirii, inclusiv:
Personaje imperfecte și antieroi: Protagoniștii sunt adesea oameni cu trecuturi întunecate sau defecte morale, precum lideri ai lumii interlope, supraviețuitori ai traumelor sau oameni care se confruntă cu demoni interiori.
Dinamici de putere și vulnerabilitate: Relațiile prezentate pot include dezechilibre de putere sau situații tensionate care testează limitele încrederii și ale iubirii.
Explorarea temelor întunecate: Genul abordează subiecte precum răzbunarea, obsesiile, iertarea, recuperarea din traume și complexitatea umană.

## Originea și Evoluția Dark Romance
Deși nu există o dată precisă a apariției acestui subgen, rădăcinile Dark Romance pot fi identificate în literatura gotică din secolele XVIII și XIX. Scriitori precum Mary Shelley (Frankenstein) sau Emily Brontë (La răscruce de vânturi) au explorat teme întunecate și romantice. Cu toate acestea, Dark Romance modern a evoluat semnificativ, influențat de tendințele literare recente și de cererea cititorilor pentru povești mai autentice și mai provocatoare.
În era digitală, platformele precum Kindle Direct Publishing și Wattpad au jucat un rol esențial în popularizarea Dark Romance. Autori independenți au găsit un public avid pentru povești care nu respectă regulile tradiționale ale romantismului.
Caracteristici Distinctive ale Dark Romance
Tensiunea emoțională: Cititorii sunt atrași de conflictele emoționale intense și de procesul de reconciliere între personaje.
Culoarea morală gri: Personajele principale rareori se încadrează în stereotipurile „bune” sau „rele”. Deciziile lor sunt adesea motivate de circumstanțe complexe.
Limbaj sugestiv și atmosfera întunecată: Descrierile evocatoare creează o atmosferă intensă și adesea gotică.
Finaluri neașteptate: Deși multe povești de Dark Romance au un final fericit (HEA - Happily Ever After), drumul până acolo este marcat de obstacole dramatice.

## Controverse și Critici
Dark Romance a fost subiectul multor controverse din cauza tematicilor sale care pot include violență, manipulare sau abuz. Criticii susțin că aceste subiecte pot fi romantizate sau interpretate greșit de către unii cititori. Cu toate acestea, susținătorii subgenului argumentează că acesta oferă o explorare sinceră a complexității umane și a relațiilor.

## Exemple de Autori și Cărți Notabile
Deși unele dintre cele mai populare lucrări din acest subgen sunt auto-publicate, multe dintre ele au devenit bestselleruri internaționale:
- Pepper Winters: Tears of Tess explorează teme precum răpirea și regăsirea puterii personale.
- T.M. Frazier: Seria King oferă o incursiune în lumea întunecată a personajelor marginale și a iubirii neconvenționale.
- C.J. Roberts: The Dark Duet abordează subiecte dificile precum sindromul Stockholm.

## Impactul Dark Romance asupra Literaturii Moderne
Dark Romance a schimbat modul în care cititorii percep poveștile de dragoste, trecând dincolo de idealuri și explorând profunzimea relațiilor umane. Acesta rezonează în special cu cititorii care caută realism emoțional și care sunt dispuși să înfrunte teme dificile alături de personajele lor preferate.

## Viitorul Dark Romance
Pe măsură ce tot mai mulți cititori și autori își îndreaptă atenția către acest subgen, este probabil ca Dark Romance să continue să evolueze, integrând teme noi și relevante pentru societatea contemporană. În ciuda controverselor, genul își păstrează un loc important în literatura modernă, provocând și inspirând cititorii din întreaga lume.